# Indila
Indila, właśc. Adila Sedraïa (ur. 26 czerwca 1984 w Paryżu) – francuska piosenkarka. Największą rozpoznawalność zyskała po wydaniu singla „Dernière danse” w 2013.
Jej pseudonim artystyczny nawiązuje do zainteresowania wokalistki kulturą, muzyką i religią Indii.

## Życiorys
Urodziła się w Paryżu, ma indyjsko-algiersko-kambodżańsko-egipskie korzenie.
Zaczęła śpiewać jako nastolatka. Po poznaniu producenta Pascala „Skalpovicha” Koeu rozpoczęła tworzyć muzykę; początkowo pisała utwory dla innych wykonawców, takich jak Matt Pokora czy Nessbeal. W 2010 roku zaśpiewała gościnnie u boku rapera Soprano w jego utworze „Hiro”, a w następnym roku pojawiła się w piosence „Thug Mariage” w duecie z raperem Rohffem. W kwietniu 2012 nawiązała współpracę z raperem Youssouphą, z którym nagrała singel „Dreamin'”.
W listopadzie 2013 wydała debiutancki singel „Dernière danse”, z którym dotarł do czołówki list przebojów m.in. we Francji i Belgii, a także zajęła trzecie miejsce w zestawieniach airplay w Polsce. Jak tłumaczyła w wywiadach, słuchacz może w tym utworze odnaleźć „dwie skrajności: łagodność i cierpienie”, zaś sama piosenka opowiada o „cierpieniu związanym z utratą bliskiej osoby, cierpieniu, które zawsze jest w nas i nas nie opuszcza” oraz o tym, że „wiele osób czuje się obecnie wyłączonymi ze świata”. Piosenką zapowiadała swój pierwszy album studyjny pt. Mini World, na którym umieściła 10 utworów opisywanych przez recenzentów m.in. jako „poruszające lirycznie oraz muzycznie”. Początkowo na płycie miały znaleźć się piosenki w języku angielskim, jednak podczas tworzenia materiału wokalistka zmieniła zdanie. Z albumem dotarła do pierwszego miejsca na listach najczęściej kupowanych albumów we Francji, w Belgii oraz Polsce, gdzie za wysoką sprzedaż odebrała status diamentowej płyty. Kolejnymi singlami promującymi album były piosenki „Tourner dans le vide”, „S.O.S.”, „Run Run” i „Love Story”. W listopadzie 2014 wydała reedycję Mini World, wzbogaconą o premierowe utwory – „Ainsi bas la vida” i „Feuille d’automne”, a także nowe wersje singli „Tourner dans le vide” i „Love Story” oraz akustyczną wersję piosenki „S.O.S”.
Po czterech latach przerwy w działalności muzycznej, 23 sierpnia 2019 wydała singiel „Parle à ta tête”, który po raz pierwszy wykonała na żywo w półfinałowym odcinku programu The Voice of Poland.

## Dyskografia

### Albumy studyjne
| Rok  | Dane dot. albumu                                                                                     | Najwyższe pozycje na listach | Najwyższe pozycje na listach | Najwyższe pozycje na listach | Najwyższe pozycje na listach | Najwyższe pozycje na listach | Najwyższe pozycje na listach | Certyfikat                                 | Sprzedaż                                       |
| Rok  | Dane dot. albumu                                                                                     | FRA                          | BEL                          | GER                          | NLD                          | POL                          | SWI                          | Certyfikat                                 | Sprzedaż                                       |
| ---- | --- | ---------------------------- | ---------------------------- | ---------------------------- | ---------------------------- | ---------------------------- | ---------------------------- | ------------------------------------------ | ---------------------------------------------- |
| 2014 | Mini World - Wydany: 24 lutego 2014 - Wytwórnia: Capitol Music France - Format: CD, digital download | 1                            | 1                            | 32                           | 73                           | 1                            | 11                           | - FRA: diament - POL: diament - BEL: złoto | - FRA: 600 000+ - POL: 100 000+ - BEL: 15 000+ |

### Single
| Rok                            | Tytuł                  | Najwyższe pozycje na listach | Najwyższe pozycje na listach | Najwyższe pozycje na listach | Najwyższe pozycje na listach | Najwyższe pozycje na listach | Certyfikat                    | Sprzedaż                       | Album      |
| Rok                            | Tytuł                  | FRA                          | AUT                          | BEL                          | GER                          | SWI                          | Certyfikat                    | Sprzedaż                       | Album      |
| ------------------------------ | ---------------------- | ---------------------------- | ---------------------------- | ---------------------------- | ---------------------------- | ---------------------------- | ----------------------------- | ------------------------------ | ---------- |
| 2013                           | „Dernière danse”       | 2                            | 72                           | 2                            | 47                           | 15                           | - FRA: platyna - BEL: platyna | - FRA: 188 500+ - BEL: 30 000+ | Mini World |
| 2014                           | „Tourner dans le vide” | 13                           | 2                            | 11                           | 28                           | 89                           |                               |                                | Mini World |
| 2014                           | „S.O.S.”               | 8                            | –                            | 3                            | –                            | 60                           |                               |                                | Mini World |
| 2014                           | „Run Run”              | 59                           | –                            | –                            | –                            | –                            |                               |                                | Mini World |
| 2014                           | „Love Story”           | 57                           | –                            | 48                           | –                            | –                            |                               |                                | Mini World |
| 2019                           | „Parle à ta tête"      | –                            | –                            | –                            | –                            | –                            |                               |                                | –          |
| „–” pozycja nie była notowana. |                        |                              |                              |                              |                              |                              |                               |                                |            |